# San Terenzo

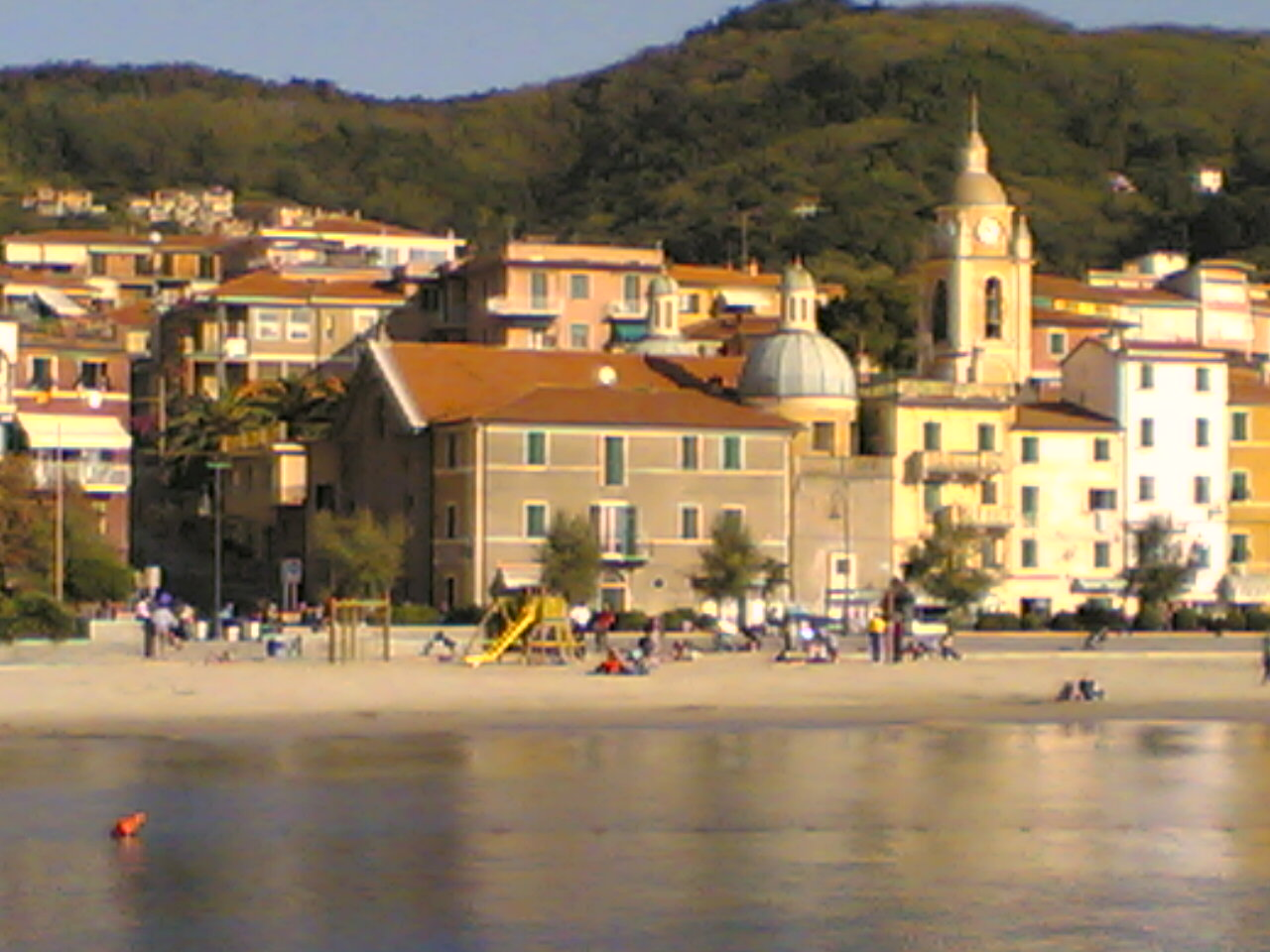

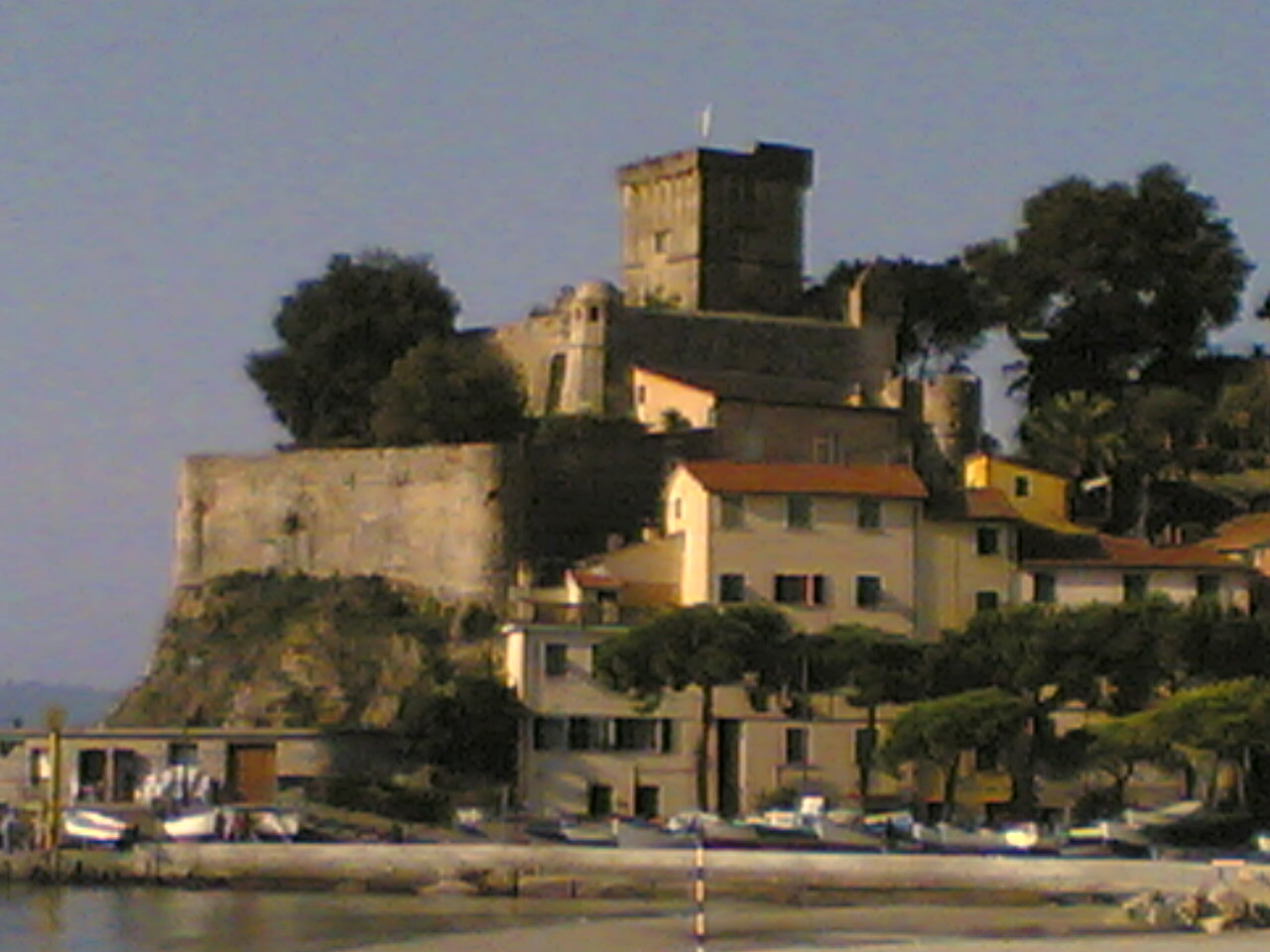

San Terenzo es una localidad perteneciente a la comuna de Lerici sobre el Golfo de La Spezia (o Golfo de los poetas), en la Versilia, Italia.
Desde el Medioevo existió como país independiente de pescadores y marinos, centro del comercio del vino y el aceite de oliva.
Desde 1800 la Villa Magni fue meca de artistas e intelectuales comenzando por Percy Shelley y Mary Shelley- la autora de Frankenstein - en 1822.
Otros ilustres visitantes o residentes fueron Henry James, Lord Byron, Virginia Woolf, Paolo Mantegazza, Sem Benelli, D. H. Lawrence, los pintores Arnold Böcklin y Oreste Carpi, etc.
En la Villa Marigola se hospedaron Gabriele D'Annunzio y Sem Benelli, quien escribió allí La cene delle beffe y bautizó al golfo como Golfo de los poetas.